# Благоја Георгијевски
Благоја Георгијевски (Скопље, 15. октобар 1950 — Скопље, 29. јануар 2020) био је југословенски кошаркаш и тренер.

## Биографија

### Каријера
Георгијевски је рођен 15. октобра 1950. године у Скопљу. Био је познат по надимку Буштур. Дуго година је наступао за Работнички из Скопља, од 1968. до 1984. године. Највеће успехе је остварио у тиму Работничког са којим је у сезони 1975/76. стигао до полуфинала Купа победника купова. Са омладинском репрезентацијом Југославије освојио је прво место на Балканијади 1970. а потом и четврто место на Европском првенству.
На Европском првенству 1971. године у Западној Немачкој осваја сребрну медаљу са сениорском репрезентацијом Југославије, а потом и на Олимпијским играма 1976. године у Монтреалу.
По завршетку играчке каријере био је активни функционер у бројним управним одборима клубова. Обављао је функцију потпредседника Македонског олимпијског комитета.

### Смрт
Дана 29. јануара 2020. године, око 23:00 сата, у насељу Кисела Вода, Георгијевски је преминуо када је током вожње изгубио контролу над возилом и излетео са пута где се забио у бетонску жардињеру на Булевару Србије. Преминуо је на месту догађаја. Након његове смрти, Работнички је у његову част повукао дрес са бројем 13 из употребе.